# Притака Іван Павлович
Притака Іван Павлович (15 липня 1923, с. Артемо-Растівка, Тростянецького району, Сумської області — 27 лютого 2002, м. Київ) — український фахівець у галузі енергетики, кандидат технічних наук,  доцент.

## Життєпис
Притака Іван Павлович народився 15 липня 1923 року у селі Артеморястовка, Тростянецького району, Сумської області в селянській родині.
З 1930 по 1937 р. навчався в семирічній школі, а з 1937 по 1940 р. – у Лебединському педагогічному училищі. З січня по липень 1940 р. працював учителем Хорошанської школи Слов’яно-Сербського району Ворошиловградської (нині Луганської) області. Щоб підвищити кваліфікацію, у вересні 1940 р. вступив до Лебединського учительського інституту Сумської області. Але війна перервала навчання і у жовтні 1941 р. був призваний на службу в 76-й запасний артилерійський полк.
З травня 1942 по травень 1945 р. був на фронті у складі 15-ї Гвардійської стрілецької дивізії. Командував відділенням зв’язківців в артилерійських підрозділах. Воював на Південно-Західному, Донському, Сталінградському фронтах, на Курській дузі, при форсуванні Дніпра, на Криворізькому напрямку, в Яссько-Кишинівській операції, при звільненні Західної України, брав участь у Вісло-Одерській операції, в боях під Берліном, Дрезденом, у звільненні Праги. Демобілізувався з армії у жовтні 1945 р. у званні старшого сержанта.
Мирне життя розпочав у жовтні 1945 р. завідувачем клубу у рідному селі Артеморястовка. Служба зв’язківцем надихнула його на набуття технічної спеціальності. В 1946 р. І.П. Притака розпочав навчання на факультеті електрифікації сільського господарства Київського сільськогосподарського інституту (тепер — Національний університет біоресурсів і природокористування України). Вчився добре, був сталінським стипендіатом, тому цілком закономірно був направлений у 1951 р. асистентом кафедри виробництва і розподілу електроенергії. Кандидатську дисертацію захистив у 1958 р. і з грудня 1961 р. працював доцентом кафедри електропостачання. У 1966 р. його обирають деканом факультету електрифікації сільського господарства. З 1966 р. по 1978 р. очолював кафедру електропостачання сільського господарства.

## Наукова та педагогічна діяльність
За роки своєї наукової та педагогічної діяльності доцент Притака І.П. видав близько 50 наукових і методичних праць, серед яких підручник «Електропостачання сільського господарства», який і нині користується великим попитом серед студентів енергетичних спеціальностей.

## Відзнаки та нагороди
За сміливість і відвагу, проявлені в роки Другої світової війни нагороджений орденами Великої Вітчизняної війни ІІ ступеня та Червоної Зірки, медалями «За відвагу», «За бойові заслуги», «За оборону Сталінграда», «За визволення Праги», «За Перемогу над Німеччиною у Великій Вітчизняній війні 1941-1945 рр.» та ін. За натхненну працю у післявоєнний період нагороджений сімома медалями.